# Lepthyphantes mauli
Lepthyphantes mauli este o specie de păianjeni din genul Lepthyphantes, familia Linyphiidae, descrisă de Jörg Wunderlich în anul 1992.
Este endemică în Madeira. Conform Catalogue of Life specia Lepthyphantes mauli nu are subspecii cunoscute.